# Ито, Аюко
Аюко Ито (яп. 伊藤 亜由子 Ито: Аюко, родилась 29 сентября 1986 года, Хамамацу, префектура Сидзуока) — японская конькобежка, специализирующаяся в шорт-треке. Участвовала в зимних Олимпийских играх 2010, 2014 и 2018 годах, бронзовая призёр чемпионатов мира 2013 и 2017 годов в эстафете.

## Спортивная карьера
Аюко Ито начала кататься на коньках, когда училась во втором классе начальной школы. Её отец впервые отвел её в школу конькобежцев, где она познакомилась с мистером Хидето Такигучи, бывшим конькобежцем, который познакомил её с шорт-треком. Когда она училась во втором классе средней школы Ёсин, она участвовала в чемпионате Японии. Поскольку в её родном городе Хамамацу слишком тепло, чтобы заниматься зимними видами спорта, отец три раза в неделю возил её на каток в соседнюю префектуру Айти, и она продолжала усердно заниматься.
После окончания средней школы она присоединилась к Toyota Motor Corporation. В 2003 год впервые выступила на крупном международном турнире — чемпионате мира среди юниоров в Будапеште, где сразу же завоевала бронзовую медаль. Год спустя в Пекине на своих первых индивидуальных стартах она вышла в полуфинале на дистанциях 1500 м и заняла 12-е место в личном многоборье.
После этих хороших результатов её взяли в национальную сборную в возрасте 14 лет на Кубок мира в феврале 2004 года, где она была дисквалифицирована с командой в полуфинале эстафеты. В сезоне 2004/05 Аюко не добилась больших успехов. В январе 2005 года на чемпионате мира среди юниоров в Белграде в общем зачёте заняла 17-е место. Ещё через год в Меркуря-Чук, на юниорских соревнованиях она финишировала четвёртой на дистанции 1500 метров.
Она вывихнула левое плечо через год после окончания средней школы. Из-за травмы она пропустила зимние Олимпийские игры 2006 года в Турине. Сезон Кубка мира 2006/07 был довольно успешным для Ито: заняв 10-е на дистанции 500 метров. Год спустя она улучшила свой лучший результат на Кубке мира в Херенвене до девятого места на той же дистанции. Кроме того, она поднялась на подиум, заняв 3-е место в эстафете на домашнем Кубке мира в Кобе.
Как и в прошлом году, она не стартовала на крупных мероприятиях. Также в начале сезона в 2008/09 году на Кубке мира она добилась хороших результатов, в том числе 8-е места в Нагано. Аюко одержала победу в общем зачёте на Всеяпонском чемпионате по шорт-треку. В феврале 2009 года на этапе в Дрездене заняла 6-е место в беге на 1000 м, а на чемпионате мира в Вене заняла 14-е место на дистанции 1000 м, что стало её лучшим индивидуальным результатом.
В сентябре она заняла 2-е место в эстафете на Кубке мира в Сеуле и заняла 2-е место на Всеяпонском чемпионате в декабре 2009 года и получила путёвку на зимние Олимпийские игры 2010 года. В феврале 2010 года на зимних Олимпийских играх в Ванкувере она заняла 18-е место на дистанции 1000 м и 7-е место в эстафете. Её место на мартовском чемпионате мира в Софии было 18-м в личном многоборье и заняла 4-е место на командном чемпионате мира в Бормио.
В сезоне 2010/2011 Аюко Ито выступала на Кубке мира и заняла 6-е место в беге на 500 м в Чанчуне. В марте 2011 года на командном чемпионате мира в Варшаве помогла команде занять 6-е место. В сезоне 2011/12 она один раз занимала 2-е место и трижды 3-е на Кубке мира с эстафетой. На дистанции 1000 м она несколько раз входила в десятку лучших за сезон и, таким образом, заняла 8-е место в общем зачете Кубка мира на дистанции 1000 м.
На чемпионате мира 2012 года в Шанхае она заняла 10-е место на дистанции 1000 м, 9-е место на 1500 м и 5-е место на 500 м и, таким образом, заняла 15 место в многоборье. Через год на чемпионате мира в Дебрецене она выиграла бронзовую медаль в эстафете. Её лучшим результатом в индивидуальной гонке было 4-е место на дистанции 1500 м и в общем зачёте стала 8-й.
В следующем году на зимних Олимпийских играх 2014 года в Сочи она заняла 22-е место на дистанции 1000 м, 19-е место на 500 м и 18-е место на дистанции 1500 м. По итогам сезона она заняла 5-е место. После этого она ушла из спорта, но её любовь к конькам вернула к соревнованиям и феврале 2016 года она была 3-й в эстафете на Кубке мира в Дрездене, а в следующем месяце заняла 7-е место в эстафете на этапе в Сеуле. В декабре заняла 1-е место на Всеяпонском чемпионате.
В феврале 2017 года на зимних Азиатских играх в Саппоро она завоевала серебряную медаль на дистанции 500 м. В марте 2017 года выиграла бронзовую медаль в эстафете на чемпионате мира в Роттердаме. Через год на третьих своих зимних Олимпийских играх в Пхёнчхане вместе с командой заняла 6-е место в эстафете. После игр она завершила карьеру. Работает офисным сотрудником.